# Niltava sundara
Papa-moscas-de-barriga-ruiva ou niltava-brilhante (Niltava sundara) é uma espécie de ave da família Muscicapidae.
Pode ser encontrada nos seguintes países: Bangladesh, Butão, China, Índia, Laos, Myanmar, Nepal, Paquistão e Tailândia.
Os seus habitats naturais são: florestas subtropicais ou tropicais húmidas de baixa altitude e regiões subtropicais ou tropicais húmidas de alta altitude.